# Muzeum Reformacji Polskiej w Mikołajkach
Muzeum Reformacji Polskiej w Mikołajkach – pierwsze w Polsce muzeum poświęcone w całości historii reformacji polskiej, ze szczególnym uwzględnieniem Mazur.

## Historia
Budynek probostwa, w którym znajduje się obecnie Muzeum, powstał w połowie XIX w., kiedy wzniesiono w Mikołajkach (wówczas: Nikolaiken) klasycystyczny kościół luterański według projektu Springera z Węgorzewa (Angerburga). Początkowo zbiory były eksponowane w kościele, a następnie w dawnym budynku liceum im. Marion von Dönhoff. W 2002 zostało przeniesione do obecnego budynku przy parafii ewangelickiej w Mikołajkach (Plac Kościelny 4).
Miejscowy pastor Władysław Pilchowski zgromadził bogate zbiory dokumentów, w większości starodruków, dotyczących historii reformacji głównie na Mazurach, Śląsku i Pomorzu oraz innych regionach I Rzeczypospolitej. W 1973, gdy Pilchowski był na emeryturze, utworzył - przy udziale prof. Stanisława Lorentza - Muzeum Reformacji Polskiej, którego zadaniem było przede wszystkim zachowanie cennych dokumentów, związanych z rozwojem protestantyzmu na Mazurach; takie dokumenty były często bezmyślnie niszczone w okresie PRL.

## Zbiory
Muzeum posiada unikatowy zbiór zabytków piśmiennictwa i drukarstwa polskiego na Mazurach do 1945. Zbiory muzealne zawierają również inne cenne druki, dokumenty, zdjęcia itp., związane z ruchem reformacyjnym (i nie tylko) na terenie Polski i Europy.
Najstarszy starodruk pochodzi z 1658. Są księgi parafialne, tablice z nazwiskami mieszkańców Mikołajek, poległych podczas wojen napoleońskich. Jest też Biblia w języku polskim z 1726.
Zgromadzone w Muzeum wydawnictwa książkowe obejmują nie tylko druki oficyn królewieckich, które najczęściej zaopatrywały ewangelików mazurskich i wydawały np. Kancjonały polskie aż do początków XX wieku. Są też wydawnictwa i cieszyńskie i dolnośląskie (brzeskie i oleśnickie), berlińskie i łużyckie (m.in. XVIII-wieczne).
Bogate są zbiory czasopiśmiennicze. Najwięcej spotykamy pism wychodzących w Cieszynie. Jest też dokumentacja poświęcona ewangelikom warszawskim oraz zbiór map historycznych regionu mazurskiego. Zbiory dopełniają kopie obrazów słynnych pastorów.